# Jailbreak (альбом)
Jailbreak — шестой студийный альбом ирландской рок-группы Thin Lizzy, вышедший в 1976 году.
Пластинка заняла 63-ю позицию в рейтинге «100 лучших рок-альбомов всех времён» по версии журнала Classic Rock, а также вошла в список «150 лучших альбомов 1970-х», составленный электронным изданием Treble.

## Об альбоме
Jailbreak был записан всего за несколько недель в собственной студии The Who Ramport в Баттерси, Южный Лондон, а Джон Элкок (John Alcock) занял место продюсера.
Альбом стал коммерческим прорывом для группы в США. Он достиг 18-го места в чарте Billboard Top LPs & Tape, где провёл 28 недель и был сертифицирован как «золотой» — их единственное признание RIAA в США. В Великобритании диск был в чарте почти год.
В качестве синглов были выпущены «Jailbreak» и «The Boys are Back in Town», впоследствии ставшая самой известной композицией Thin Lizzy.
Тексты песен, написанные для Jailbreak, были частью более широкого музыкального видения. Фил Лайнотт хотел, чтобы шестой альбом группы был научно-фантастической рок-оперой, но по мере того, как музыканты писали все больше и больше разного материала, концептуальные идеалы Фила начали размываться.
Лидером группы и автором песен Филом Лайноттом и продюсером лонгплея Джоном Элкоком было решено нанять сессионных музыкантов для придания нескольким композициям более коммерческого звучания — таким образом Thin Lizzy искали хит-сингл. Первоначально «Running Back» планировалось выпустить перед «The Boys are Back in Town», звучавшей, как посчитали, слишком агрессивно для большинства радиостанций. Тим Хинкли записал для «Running Back» партию клавишных. Гитарист Брайан Робертсон был против этой затеи; ему нравилась первичная аранжировка песни в стиле блюз с его собственными добавлениями пианино и гитары. По его словам, он не мог понять, за что Хинкли заплатили столько денег. В финальной версии песни Робертсона нет, а Хинкли не включён в примечания к альбому. По словам Лайнотта, «„Running Back“ написана под очень сильным влиянием Вана Моррисона. Мне очень нравится эта песня». 35 лет спустя Робертсон записал собственную версию песни для своего альбома Diamonds and Dirt.
Изначально «The Boys are Back in Town» вообще не планировалось выпускать в качестве сингла. Музыканты вспоминают то время:

«Для нас это был приличный альбомный номер, не больше. Мы, конечно, не думали, что это может быть сингл!»
Тем не менее песня стала популярной на радио. Несмотря на энтузиазм диджеев, невероятно, что группа мало верила в трек, как признает гитарист Скотт Горэм. «Однажды вечером наш менеджер Крис О’Доннелл вошел в гримёрку, когда мы гастролировали по Штатам, и сказал: „Ну, парни, похоже, у нас на руках огромный хит-сингл!“ Мы только сказали ему: „Хм, может быть, пришло время включить эту песню в наш концертный сет?“ Ты можешь поверить, что мы даже не играли эту песню вживую в то время?».
Во время концертного тура в поддержку LP Лайнотта сразил гепатит. В итоге менеджмент отменил оставшиеся выступления, чтобы дать ему время поправиться.

## Список композиций
| №  | Название                    | Автор(ы)                      | Длительность |
| -- | --------------------------- | ----------------------------- | ------------ |
| 1. | «Jailbreak»                 | Фил Лайнотт                   | 4:04         |
| 2. | «Angel from the Coast»      | Фил Лайнотт, Брайан Робертсон | 3:07         |
| 3. | «Running Back»              | Фил Лайнотт                   | 3:17         |
| 4. | «Romeo and the Lonely Girl» | Фил Лайнотт                   | 3:58         |
| 5. | «Warriors»                  | Фил Лайнотт, Скотт Горэм      | 4:12         |

| №  | Название                    | Автор(ы)                                                 | Длительность |
| -- | --------------------------- | -------------------------------------------------------- | ------------ |
| 1. | «The Boys are Back in Town» | Фил Лайнотт                                              | 4:30         |
| 2. | «Fight or Fall»             | Фил Лайнотт                                              | 3:48         |
| 3. | «Cowboy Song»               | Фил Лайнотт, Брайан Дауни                                | 5:18         |
| 4. | «Emerald»                   | Скотт Горэм, Брайан Дауни, Фил Лайнотт, Брайан Робертсон | 4:04         |

| №   | Название                                                        | Длительность |
| --- | --------------------------------------------------------------- | ------------ |
| 1.  | «The Boys are Back in Town» (Remixed version)                   | 4:35         |
| 2.  | «Jailbreak» (Remixed version)                                   | 4:14         |
| 3.  | «The Boys are Back in Town» (Alternate vocal — remixed version) | 4:33         |
| 4.  | «Emerald» (Remixed version)                                     | 4:08         |
| 5.  | «Jailbreak» (BBC Session, 12 февраля 1976 года)                 | 4:05         |
| 6.  | «Emerald» (BBC Session, 12 февраля 1976 года)                   | 3:58         |
| 7.  | «Cowboy Song» (BBC Session, 12 февраля 1976 года)               | 5:14         |
| 8.  | «Warriors» (BBC Session, 12 февраля 1976 года)                  | 3:57         |
| 9.  | «Fight or Fall» (Extended version – rough mix)                  | 5:21         |
| 10. | «Blues Boy» (Previously Unreleased Studio Track)                | 3:38         |
| 11. | «Derby Blues» (Early Version of «Cowboy Song»)                  | 6:51         |

## Участники записи
Список составлен по сведениям базы данных Discogs.

| Thin Lizzy: - Фил Лайнотт — бас-гитара, вокал, акустическая гитара - Брайан Робертсон — гитара, бэк-вокал - Скотт Горэм — гитара, бэк-вокал - Брайан Дауни — ударные, перкуссия Приглашённые музыканты: - Тим Хинкли — клавишные (в «Running Back», в титрах не отмечен) | Технический персонал: - Джон Элкок — продюсер - Уилл Рид Дик — звукоинженер - Нил Хорнби — ассистент звукоинженера - Гилберт Конг — мастеринг-инженер, инженер нарезки лакового слоя - Джим Фицпатрик — художник |

## Позиции в хит-парадах и сертификации
| Год       | Хит-парад                              | Высшая позиция | Пребывание в чарте |
| --------- | -------------------------------------- | -------------- | ------------------ |
| 1976—1977 | Австралия (Kent Music Report)          | 51             | нет данных         |
| 1976—1977 | Великобритания (UK Albums Chart)       | 10             | 50 недель          |
| 1976—1977 | Канада (RPM Albums Chart)              | 5              | 25 недель          |
| 1976—1977 | США (Billboard Top LP’s & Tape)        | 18             | 28 недель          |
| 1976—1977 | Швеция (Sverigetopplistan)             | 21             | 3 недели           |
|           |                                        |                |                    |
| 2011      | Франция (SNEP)                         | 150            | 1 неделя           |
|           |                                        |                |                    |
| 2019      | Великобритания (Physical Albums Chart) | 95             | 1 неделя           |
| 2019      | Великобритания (Vinyl Albums Chart)    | 27             | 1 неделя           |
| 2019      | Шотландия (Scottish Albums Chart)      | 70             | 1 неделя           |
|           |                                        |                |                    |
| 2020      | Великобритания (Vinyl Albums Chart)    | 35             | 1 неделя           |
|           |                                        |                |                    |
| 2024      | Великобритания (Albums Sales Chart)    | 83             | 1 неделя           |
| 2024      | Великобритания (Physical Albums Chart) | 76             | 1 неделя           |
| 2024      | Великобритания (Vinyl Albums Chart)    | 30             | 1 неделя           |
| 2024      | Шотландия (Scottish Albums Chart)      | 54             | 1 неделя           |

| Хит-парад (1976)                   | Позиция |
| ---------------------------------- | ------- |
| Великобритания (Gallup Poll)       | 36      |
| Канада (RPM Year-End)              | 43      |
| США (Billboard Top Popular Albums) | 77      |

| Регион                                                      | Сертификация | Продажи  |
| ----------------------------------------------------------- | ------------ | -------- |
| Великобритания (BPI)                                        | Золотой      | 100 000^ |
| Канада (Music Canada)                                       | Золотой      | 50 000^  |
| США (RIAA)                                                  | Золотой      | 500 000^ |
| ^ Данные о тиражах приведены только на основе сертификации. |              |          |